# Jarmen
Jarmen är en kommun och ort i Landkreis Vorpommern-Greifswald i förbundslandet Mecklenburg-Vorpommern i Tyskland.
Kommunen ingår i kommunalförbundet Amt Jarmen-Tutow tillsammans med kommunerna Alt Tellin, Bentzin, Daberkow, Kruckow, Tutow och Völschow.